# دافيدي ماسارو
دافيدي ماسارو هو لاعب كرة قدم إيطالي، ولد في 10 فبراير 1998. لعب مع تري فيوري.

## وصلات خارجية
- دافيدي ماسارو على موقع قاعدة بيانات كرة القدم.إي يو (الإنجليزية)
- دافيدي ماسارو على موقع Soccerway.com (الإنجليزية)